# Dansen
Dansen er en dansk film fra 2008 med manuskript af Kim Fupz Aakeson og Pernille Fischer Christensen, der også har instrueret den.

## Medvirkende
- Trine Dyrholm (Annika)
- Anders W. Berthelsen (Lasse)
- Birthe Neumann (Annikas mor)
- Marijana Jankovic (Nina)
- Sofia Cukic (Kate)
- Oliver Gliese Nielsen (Jonathan)
- Nicolaj Samuelsen (Nico)
- Joen Højerslev (Andreas)

## Eksterne links
- Dansen på Internet Movie Database (engelsk)
- Dansen på Filmdatabasen
- Dansen på danskefilm.dk
- Dansen på danskfilmogtv.dk
- Dansen på Scope
- Dansen i Svensk Filmdatabas (svensk)
- Dansen på MovieMeter (nederlandsk)
- Dansen på AllMovie (engelsk)
- Dansen på Turner Classic Movies (engelsk)
- Dansen på The Movie Database (engelsk)